# ベッコウサンショウウオ
ベッコウサンショウウオ (Hynobius ikioi) は、両生綱有尾目サンショウウオ科サンショウウオ属に分類される有尾類。

## 分布
日本（阿蘇山系以南・霧島山系以北の鹿児島県北部、熊本県、宮崎県）固有種
模式標本の産地（基準産地・タイプ産地・模式産地）は白岩岳（宮崎県五ヶ瀬町）

## 形態
全長13.7 - 15.9センチメートル。体側面に入る皺（肋条）は左右に12本ずつ。尾は太く基部が円筒形だが、先端は側偏する。体色は黒褐色で、黄色い斑紋が入る。
上顎中央部に並ぶ歯の列（鋤骨歯列）は切れこみの深いアルファベットの「V」字状。胴体に沿って前肢（および指）を後方へ後肢（および趾）を前方に伸ばすと、肋条2 - 3.5程度の隙間がある。後肢の趾は5本。

## 分類
サンショウウオ属内では、アマクササンショウウオH. amakusaensisやソボサンショウウオH. osumiensisに近縁だと考えられている。
以前は本種の学名が、Hynobius stejnegeriとされていた。近年の調査によりH. stejnegeriの模式標本が本種ではなく、コガタブチサンショウウオであることが判明した（コガタブチサンショウウオの学名はHynobius yatsuiとされていた）。これに伴いコガタブチサンショウウオの学名がH. stejnegeriとなり（H. yatsuiはシノニムとして無効とされる）、本種は未記載種となったが2017年に新種記載された。

## 生態
標高500 - 1,500メートルにある幅0.5 - 2メートルほどの渓流の源流域、およびその周辺にある斜面に生息する。
昆虫やクモ、ミミズなどを食べる。幼生はカゲロウ・トビケラ類の水生昆虫の幼虫やヨコエビ類などの甲殻類などを食べ、共食いも行う。
繁殖様式は卵生。4 - 5月上旬に底質が砂や礫で、倒木や岩などで日の当たらない淀みなどで産卵する。21 - 57個の卵を産む。5月頃に卵から孵化する。7 - 9月に変態し幼体になるが、幼生のまま水中で越冬し翌年の4月に変態する個体もいる。飼育下ではメスが変態後4年で性成熟した例がある。飼育下では4 - 5年以上の生存例もある。

## 人間との関係
森林伐採およびそれに伴う土砂の渓流への流出、薪の採取、水力発電による渇水、林道建設、植林などによる生息地の破壊などにより生息数は減少している。食用やペット用の採集も懸念されている。熊本県の天然記念物、鹿児島県および宮崎県の指定希少野生動植物に指定されている。
絶滅危惧II類 (VU)（環境省レッドリスト）